# Tamara Crow
Pour les articles homonymes, voir Crow.
Tamara Crow, née le 3 février 1977 à Saint-Louis, est une nageuse synchronisée américaine.

## Carrière
Tamara Crow participe à l'une des deux épreuves de natation synchronisée aux Jeux olympiques d'été de 2004 à Athènes. Elle est médaillée de bronze en ballet avec Anna Kozlova, Alison Bartosik, Rebecca Jasontek, Sara Lowe, Lauren McFall, Stephanie Nesbitt et Kendra Zanotto.